# Eriogonum ovalifolium
Eriogonum ovalifolium là một loài thực vật có hoa trong họ Rau răm. Loài này được Nutt. mô tả khoa học lần đầu tiên vào năm 1834.